# Distichoptilum gracile
Distichoptilum gracile är en korallart som beskrevs av Addison Emery Verrill 1882. Distichoptilum gracile ingår i släktet Distichoptilum och familjen Protoptilidae. Inga underarter finns listade i Catalogue of Life.